# De'ang
I de'ang (o anche ta'ang, palaung, benglong) sono uno dei 56 gruppi etnici riconosciuti ufficialmente dalla Repubblica Popolare Cinese. I membri dell'etnia si autodefiniscono ta'ang, la maggior parte vive in Birmania, dove sono conosciuti come palaung. Vi sono alcune comunità anche in Thailandia.
Sono suddivisi nei 3 sottogruppi principali degli shwe, dei ruching e dei rumai,; il governo cinese raggruppa tra i de'ang anche i riang. Tali sottogruppi parlano diversi idiomi palaung e dialetti ad essi correlati, che fanno tutti parte della famiglia linguistica mon khmer, a sua volta raggruppata tra le lingue austronesiane.
Sono dediti principalmente all'agricoltura ed i principali raccolti sono quelli del tè e del papavero da oppio, che producono in grandi quantità. Altre importanti colture sono quelle del grano, del riso e del granturco. Sono pregevoli intarsiatori di bambù, materiale con il quale vengono anche costruite le case dei villaggi.

## Distribuzione
I villaggi dell'etnia si trovano principalmente lungo la frontiera tra Cina e Birmania, nella zona occidentale della provincia cinese dello Yunnan, dove sono chiamati de'ang, e nella zona occidentale dello Stato Shan, dove si autodefiniscono ta'ang, ma sono conosciuti dai birmani come palaung.

### Birmania

#### Storia

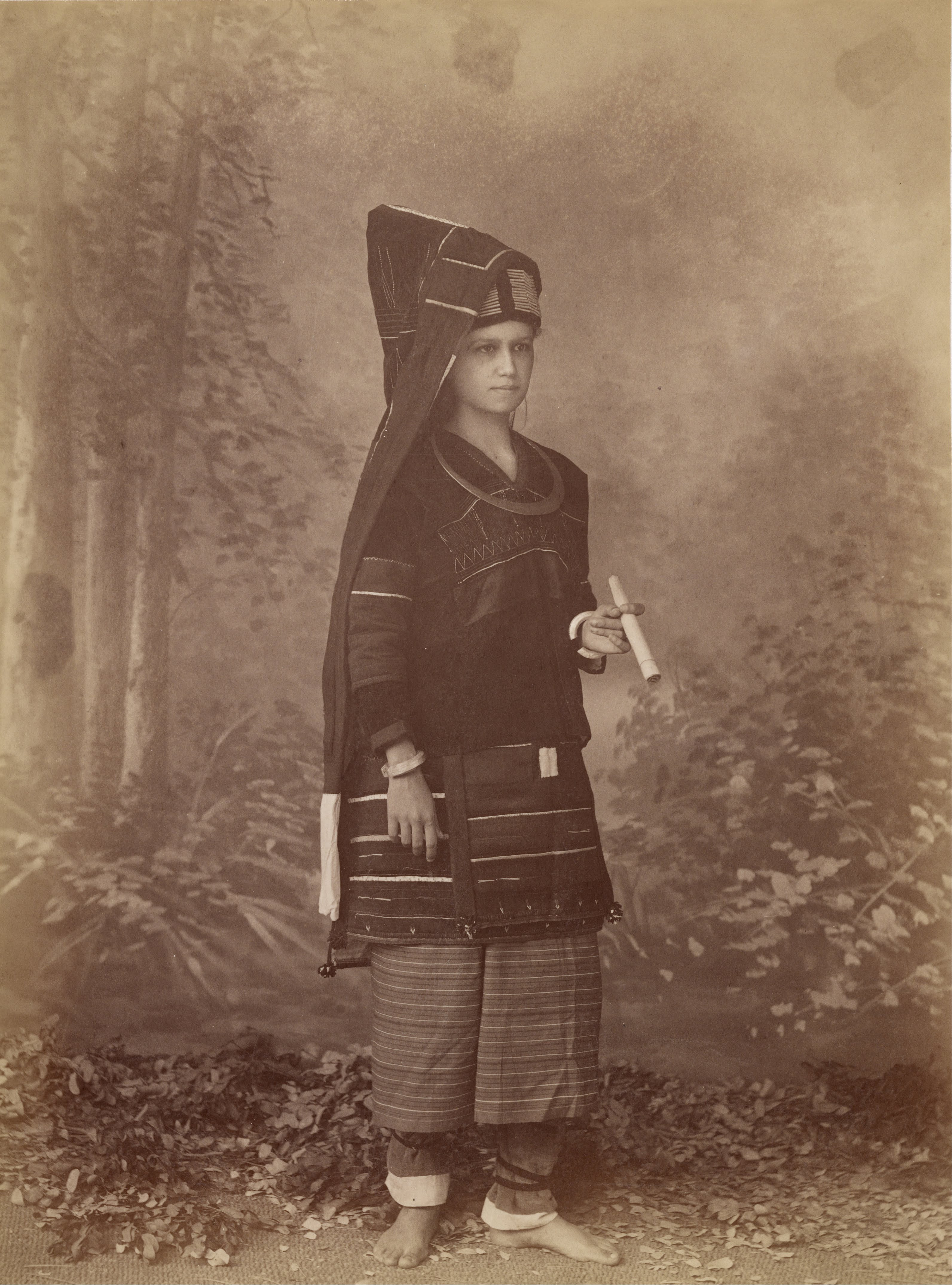
Donna palaung in una foto del 1890 di Felice Beato

Si presume che i paluang si siano stanziati nel nord-est della Birmania prima dell'arrivo degli shan, che giunsero nel XII secolo e si affermarono come etnia dominante nella zona. Nel corso dei secoli in cui hanno vissuto in Birmania, i palaung furono spesso coinvolti nelle varie guerre che hanno visto fronteggiarsi le diverse etnie dominanti del paese. Il tenore di vita dell'etnia, discreto durante l'occupazione britannica, è peggiorato dopo l'indipendenza della Birmania, con gli espropri delle terre palaung da parte della giunta militare. I palaung hanno lottato per 40 anni per ottenere la propria indipendenza formando l'Esercito di Liberazione dello Stato Palaung che, da quando è stata firmata la tregua con il governo centrale nel 1991, si è spesso associato alle lotte di eserciti di liberazione di altre minoranze etniche birmane. Molti palaung hanno dovuto rifugiarsi all'estero, soprattutto in Thailandia, per sfuggire alla dura repressione militare.
La nuova Costituzione birmana del 2008, nel tentativo di riconciliare la nazione, ha garantito ad alcune minoranze fino ad allora non rappresentate la formazione di zone auto-amministrate, che sono suddivisioni amministrative di primo livello al pari delle Regioni e degli Stati del paese. Con un decreto del 20 agosto 2010, ai palaung è stata assegnata la Zona auto-amministrata Pa Laung, con capoluogo a Nahmsan. Malgrado che l'Esercito di Liberazione Palaung abbia consegnato le armi ai militari birmani nel 2005, la repressione della giunta contro l'etnia è tuttora in atto.

#### Sottogruppi

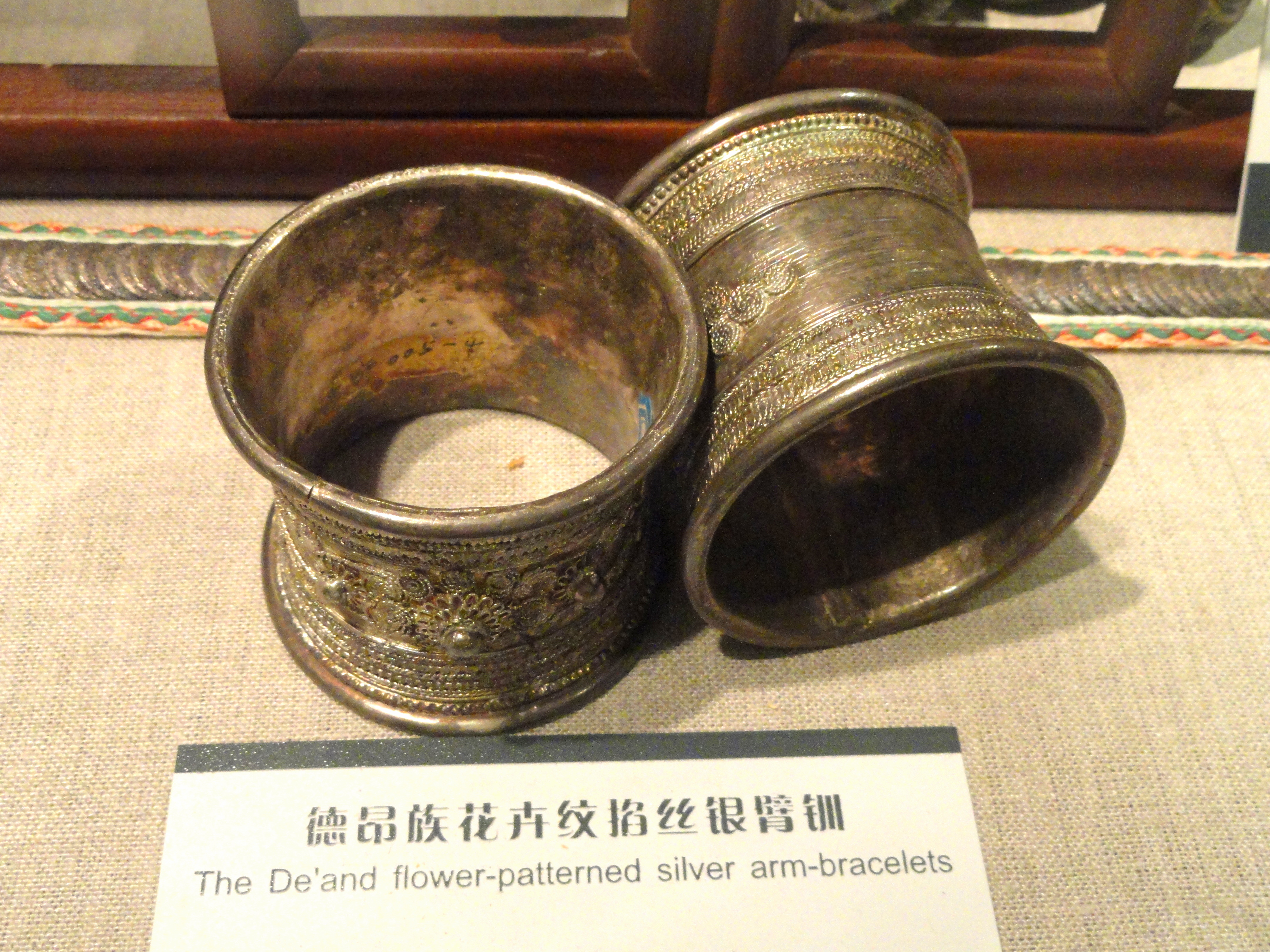
Braccialetti de'ang esposti in un museo dello Yunnan

I palaung birmani, come nel vicino Yunnan, sono suddivisi nei seguenti sottogruppi:
- Gli shwe, detti anche palaung d'oro o ta'ang samlung, erano nel 1982 in 148.000 stanziati principalmente nella zona di Namhsan. Parlano 15 dialetti della lingua shwe, che è collegata a quelle dei ruching e dei rumai. Parlano anche lo shan ed il birmano.[1] La maggior parte si sono convertiti al Buddhismo Theravada degli shan.
- I ruching, detti anche ngwe palaung, palaung d'argento, pale e de'ang, erano nel 2000 in 258.000. Nel nord dello Stato Shan sono stanziati nelle zone di Kyaukme e Lashio, attorno alla strada che porta da Mandalay alla frontiera cinese. Alcuni villaggi si trovano anche ad est del fiume Saluen, nella zona dei kokang. Nella zona sud dello Stato Shan si trovano attorno alla città di Kalaw, non lontano dal lago Inle. Parlano una delle lingue palaung, che scrivono con l'alfabeto birmano, ma comunicano anche in shan, birmano e tai lü.[2]
- I rumai, che negli anni Novanta erano in 137.000 nel nord dello Stato Shan, parlano una delle lingue palaung.[3]
- I riang, detti anche yinnet, yanglam, liang sek e yang wan kun, non sono considerati palaung, ma in Cina fanno parte dei de'ang. Nel 2008 erano in 12.500 nello Stato Shan. Si dividono in riang rossi e riang neri, che vivono in aree, vestono costumi e parlano dialetti tra loro diversi. Comunicano anche in shan e scrivono utilizzando l'alfabeto bengalese.[4] Sono soprattutto buddhisti, ma esistono ancora diversi villaggi che praticano l'Animismo.

### Cina

#### Storia
L'etnia in Cina viene chiamata de'ang, in lingua cinese: 德昂族, trascrizione pinying: déáng zú. Prima della dinastia Qing erano conosciuti come pu, che è l'antico popolo da cui discendono. Durante le dinastie Sui e Tang, vennero chiamati anche mangman (lett. "uomini barbari"). Non hanno un proprio alfabeto e per scrivere usano i caratteri cinesi o l'alfabeto di uno dei gruppi dai. La maggior parte dei de'ang cinesi pratica il Buddhismo Mahāyāna.

#### Sottogruppi
- Gli shwe, detti anche palaung d'oro come in Birmania, erano nel 1995 in 2.000, stanziati nelle contee sud-occidentali dello Yunnan.[1]
- I pale, come sono chiamati i ruching in Cina, detti palaung d'argento o ta'ang meridionali, erano nel 2000 in 9.000, stanziati nella parte occidentale dello Yunnan. Oltre alla lingua ruching, parlano il cinese, il tai lü ed il jingpo.[2]
- I rumai, chiamati in Cina anche ruomai e humai, nel 1995 erano in 2.000, stanziati nell'estremo ovest dello Yunnan, lungo la frontiera con la Birmania.[3]
- I riang in Cina fanno parte dei de'ang. Nel 1995 erano in 3.500 nel sud-ovest dello Yunnan, la maggior parte dei riang cinesi professa l'Animismo.[4]

### Thailandia
I palaung giunti in Thailandia sono quelli del sottogrupo ruching. Si trasferirono nel paese per sfuggire alla repressione militare birmana che cercava di sottomettere le ribellioni palaung nello Stato Shan. Sono stanziati soprattutto nel nord-ovest e nel 1989 erano in 5.000.